# Rheinau
Rheinau je sídlo v okrese Andelfingen v kantonu Curych ve Švýcarsku. Nachází se na poloostrově, vytvořeném meandrem řeky Rýn, která zde tvoří státní hranici s Německem. Místo je známé klášterem, psychiatrickou klinikou, starým celním mostem a vodní elektrárnou. Vzhledem k hlubšímu geologickému podloží se místo dostalo i na seznam oblastí, vhodných pro vybudování hlubinného úložiště radioaktivních odpadů.

## Historie
Místo chráněné z devíti desetin řekou bylo osidlováno již v době kamenné. Blízkost Rýnských vodopádů pak z místa učinila přirozené ukončení dopravy po řece pro i proti proudu. Nejstarší nalezené artefakty v podobě kamenných nástrojů pochází z období mezolitu, fragmenty keramiky, nástrojů z bronzu a kostí prozrazují osídlení ze střední doby bronzové i z období mladšího halštatu. Objev ženské hrobky poukazuje na osídlení v době laténské. Zbytky hradeb i nalezené mince prozrazují mladší římské osídlení.
První písemná zmínka se týká založení kláštera v roce 858. Další osídlovací činnosti se odvíjejí od kláštera v návaznosti na původní keltské a římské hradby. V roce 1247 byl vystaven most přes řeku, který byl jedním ze základních příjmů osady. Osídlení se dále rozvíjelo především podél oblasti zaškrcení meandru směrem od mostu ke klášteru. Jako osada je sídlo písemně zmiňováno pod názvem Rinowe v roce 1241. Město existovalo pod správou kláštera do roku 1798. Po celou dobu se objevovaly konflikty mezi klášterem a městem, vyvolávané přerozdělováním prostředků, získaných z mýtného. Spory vedly nakonec v roce 1862 ke zrušení kláštera.
Duchovní správu města zajišťoval nejdříve kostel svaté Zity z roku 1167, který byl zbořen v roce 1864. V roce 1294 byl na nejvyšším místě vybudován kostel svatého Mikuláše, který je od nástupu reformace používán pod názvem Bergkirche. Většina obyvatel se připojila k reformaci, ale po roce 1531 začal proces návratu ke katolicismu. Od roku 1532 se klášter stal centrem protireformace. Během čarodějnických procesů bylo začátkem 17. století v prostorách kláštera upáleno sedm žen.
Po dlouhých jednáních během let 1608-38 bylo dosaženo dohody mezi katolíky a reformovanými a kostel Bergkirche byl společně používán pro obřady obou církví. Jako jeden z mála paritních kostelů v kantonu Curych funguje nepřetržitě až do současnosti (2021). V roce 1880 se v Rheinau hlásilo 47% obyvatel ke katolické a 53% k evangelické víře.
Po zrušení kláštera zde byla v roce 1865 umístěna psychiatrická klinika, od roku 2007 rozšířená o forenzní část s věznicí.

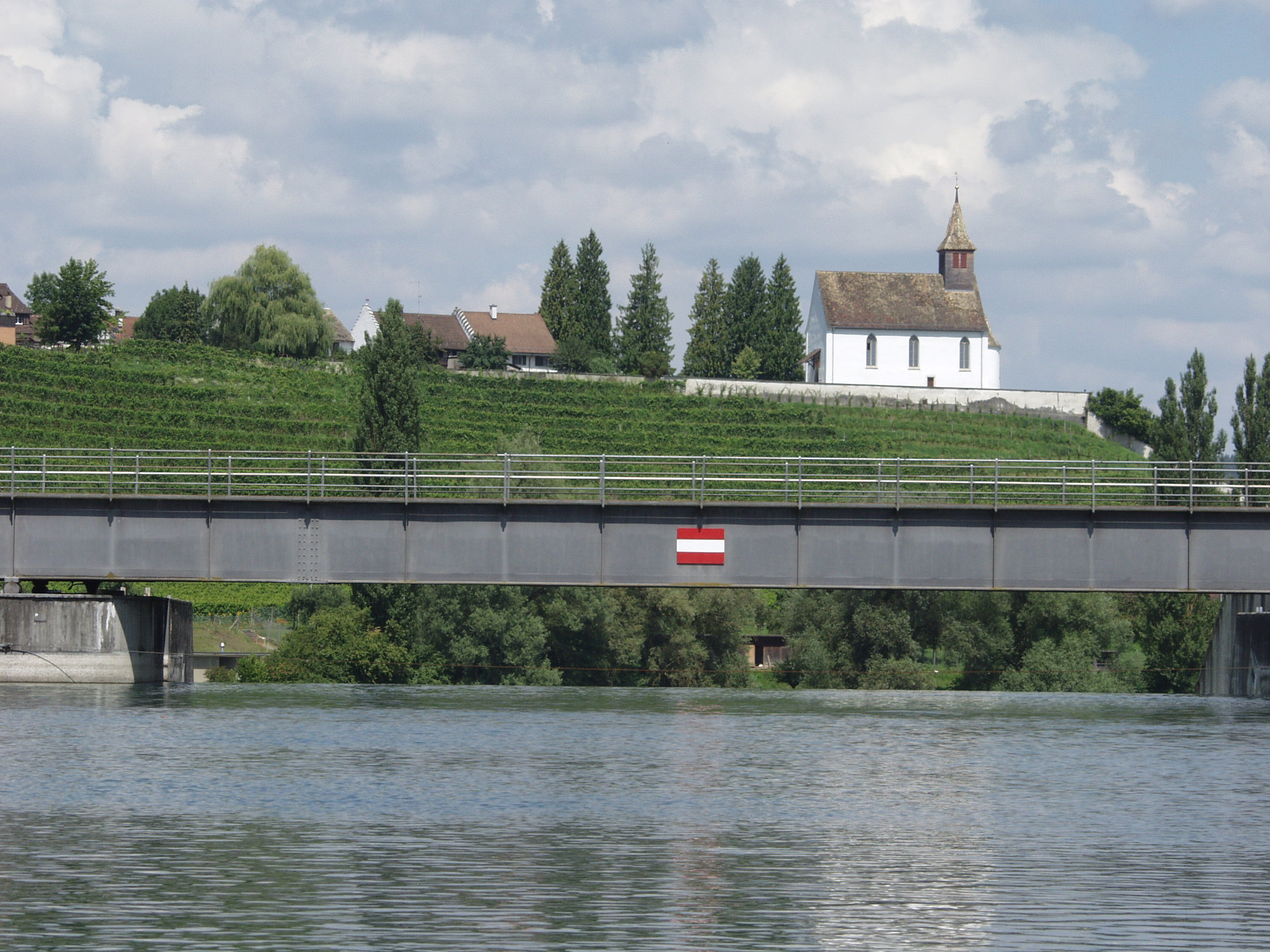
Paritní kostel, pohled od přehrady

V roce 1956 byla uvedena do provozu vodní elektrárna o výkonu 38 MW.

## Obyvatelstvo a ekonomika
Podle sčítání lidu v roce 1850 pracovalo 60 lidí v zemědělství, 40 v řemeslné výrobě a 41 v klášteře, což odpovídá běžnému rozložení ekonomických sfér v polovině 19. století. V padesátých letech došlo vlivem prací na elektrárně k nárůstu v sekundárním sektoru, v roce 2005 zajišťoval, především díky klinice, 91 % pracovních míst sektor služeb.
| 1467 | 1528 | 1834 | 1850 | 1900 | 1950 | 2000 |
| ---- | ---- | ---- | ---- | ---- | ---- | ---- |
| 50   | 112  | 604  | 716  | 1454 | 2313 | 1645 |

Nárůst v padesátých letech vyvolala stavba elektrárny. Počet obyvatel k 1. lednu 2019 vykazoval trvající pokles na hodnotě 1333.